# José Iglesias Fernández Dopazo
José Iglesias Fernández (nacido como José Iglesias Fernández Dopazo, el 27 de diciembre de 1931 en Orense, España) es un economista crítico, muy vinculado a los movimientos sociales barceloneses y miembro fundador del Seminari d'Economia Crítica Taifa (1995-2018). También es miembro de la Mesa Cívica de la Renta Básica, de la asociación EcoConcern y, además, pertenece al colectivo Baladre. Se ha dedicado sobre todo al estudio y divulgación de la renta básica, un tema en el que cuenta con decenas de publicaciones.

## Obras
- Iglesias, J. (1998). El derecho ciudadano a la Renta Básica. Libros de la Catarata.
- Reichmann, Jorge. (1998). Necesitar, desear, vivir. Los libros de la catarata. Para una salida de la pobreza en Nicaragua: programa de la canasta básica ampliada, por J. Iglesias
- Nieto, Sara y Saez, Manolo (1999). Viaje al corazón de la bestia. Editorial Virus. La pesadilla del "american dream": Pobres entre los más ricos,  por J. Iglesias
- Iglesias, J. Ante la falta de derechos ¡Renta Básica, Ya! (2000). Editorial Virus/Baladre.
- Iglesias, J. (2001). Todo sobre la Renta Básica. Virus Editorial
- Iglesias, J. (2004). La cultura de las Rentas Básicas. Historia de un concepto.Virus Editorial.
- Iglesias, J. (2004). Todo sobre la Renta Básica 2. Virus Editorial.
- Iglesias, J. (2009).¿República, sí o no?. Sobre las sociedades y las formas de gobierno: la propuesta del municipalismo. Virus Editorial.
- Etxezarreta, Miren (2010). Qué pensiones, qué futuro. El Estado del Bienestar en el Siglo XXI. Icaria, Ataque a las pensiones, por J. Iglesias
- El final está cerca, pero el comienzo también. Desde el marxismo, reflexiones para la recuperación del ecologismo (2014). Virus Editorial.
- Explotación y transformación. Análisis crítico del capitalismo y sus alternativas en el siglo XXI (2017). Editado por Zambra / Baladre.